# 入学試験
入学試験（にゅうがく しけん。旧字体：入學試驗）とは、入学志願者の中から入学を許可すべき者を決定するために実施される試験。略して入試（にゅうし）ともいう。また、複数の団体が試験内容と実施方法を共通させて一斉に行う入学試験は共通入学試験（きょうつうにゅうがくしけん）という。

## 用語

### 漢語
「入学試験（旧字体：入學試驗）」は和製漢語である。実態としての入学試験は明治時代の初頭からあったが、「入学試験」という語の初出（※記録上の初）は、作家・巖谷小波が1889年（明治22年）に江の島の老舗旅館「金亀楼」で著した短編小説『妹背貝（いもせがい）』の「秋」に見られる「陸軍医学校の入学試験があるので」という一節と考えられる。1894年（明治27年）には、尋常中学校規定の中で、学力を基準に「志願者が定員を超えた際には入学試験によって選抜する」ことが定められた。それ以来、この入学試験の結果を基準として、成績上位者から順に収容定員まで合格者を決定する方式が中等以上の様々な教育段階における入学者選抜方式として用いられるようになった。同じ漢語でも中国語では「入學考試（簡体字：入学考试）」という。

### 英語
英語では entrance examination といい、entrance exam と略すことも多い。ただ、これらは入学に限らず、入社などでも用いられる。共通入学試験は common entrance examination といい、頭字語では CE というのが通例（※右列の画像の例のように構成素となる場合は CEE もあり）。

### 受験
「受験（じゅけん。旧字体：受驗）」は明治時代生まれの和製漢語であり、中国の漢語では「應考（簡体字：应考）」あるいは「應試（簡体字：应试）」という。いずれも「試験を受けること」を意味する。現代における代表的な受験としては、入学試験を始め、入社試験・公務員試験・資格試験などがある。「応募して受験する」を意味する動詞は、日本語には無いが、中国語では「投考」という。「受験する生徒」を日本語では「受験生（じゅけんせい）」といい、中国語では「應考生（簡体字：应考生）」などという。「受験する子供」を日本語では「受験子（じゅけんし）」というが、中国語では確認できない。

## 概要
入学を志願する者に対して、当該学校での教育を受けるのに必要な学力を有しているか確認するために、入学試験を実施する場合が多い。また、志願者の数が入学定員を上回っている場合は、入学試験の結果を基に選抜される場合が多い。
入学試験は、進学を目指す試験対策（受験勉強や過去問の分析）、志望校選定、教科選択、入学試験の受験といった一連の活動を伴う。人生を左右することもあるため、合格を願って寺社に参拝したり、縁起物を買い求めたりする受験生やその保護者も多い。
初学年の始期から新入学するための「入学試験」、初学年の始期を過ぎてから編入学、転入学するための「編入学試験」や「転入学試験」、一部大学で実施される飛び入学のための「飛び入学試験」などがある。
幼稚園、小学校、中学校、中等教育学校、高等学校、高等専門学校、大学学部、短期大学、大学院、専修学校、各種学校、省庁大学校のいずれも、入学試験を課する事例が多い。多くの国で義務教育の公立学校は入学試験を課さないが、高等学校や大学は入学試験を課している。

## 日本の入学試験

### 高校受験・大学受験

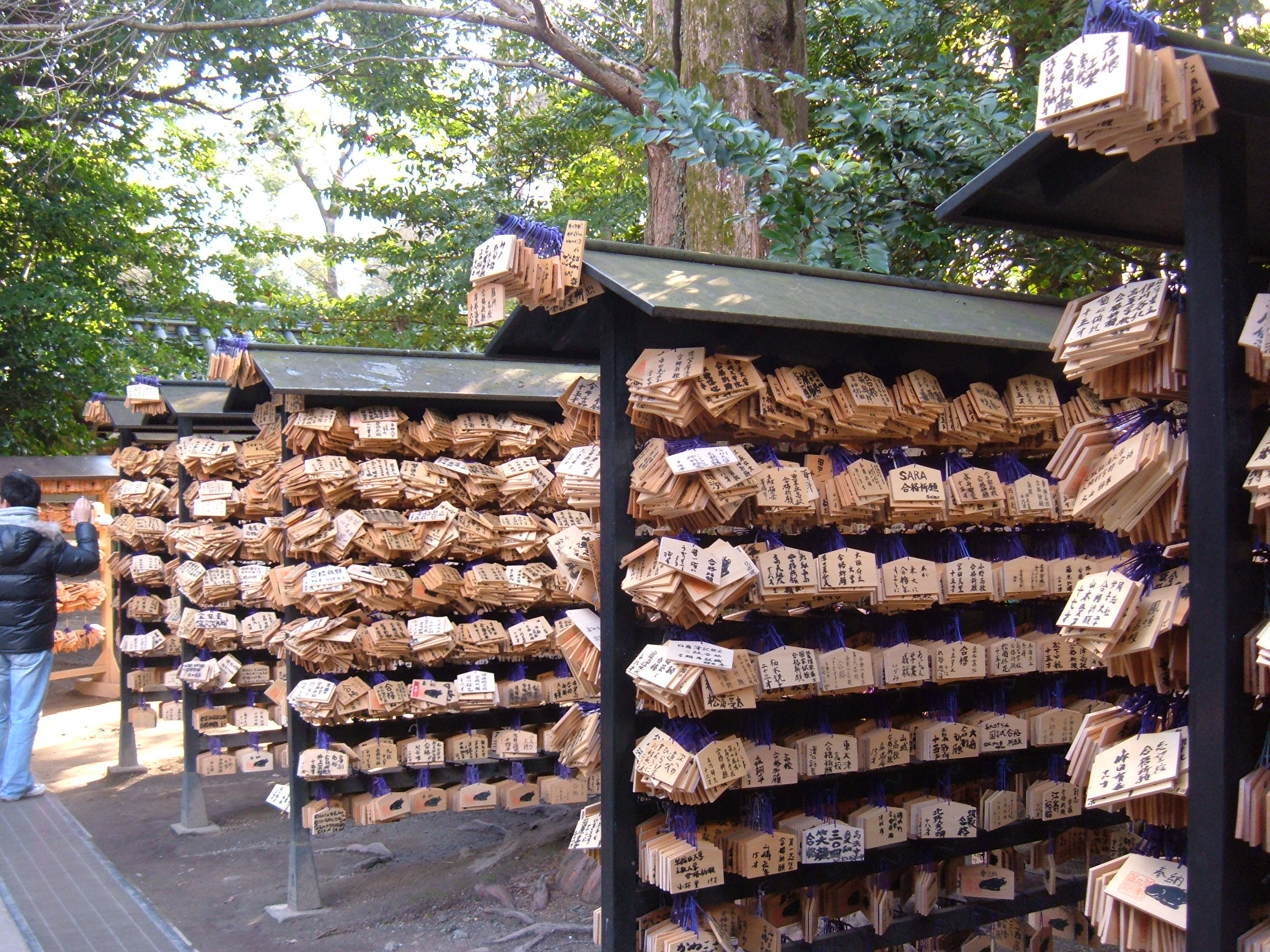
京都市・北野天満宮の絵馬／受験を控えた時期には日本各地の神社で合格を祈願する絵馬を目にすることができる。「学問の神様」として有名な菅原道真を祀る北野天満宮は、受験生にとって特別意味のあるパワースポットあるいは聖地といえる。

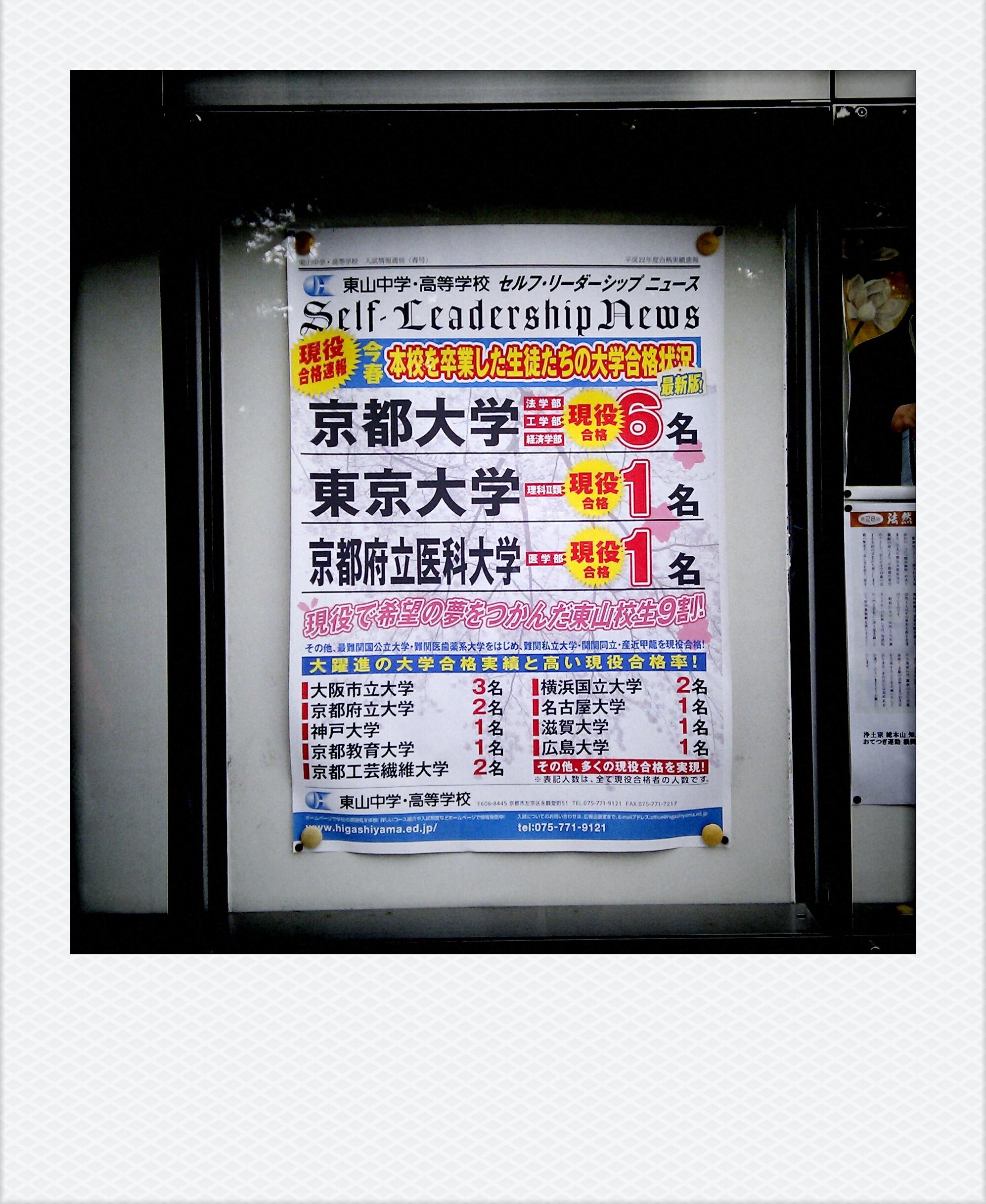
東山高校の大学入試現役合格者に関する告知用ポスター

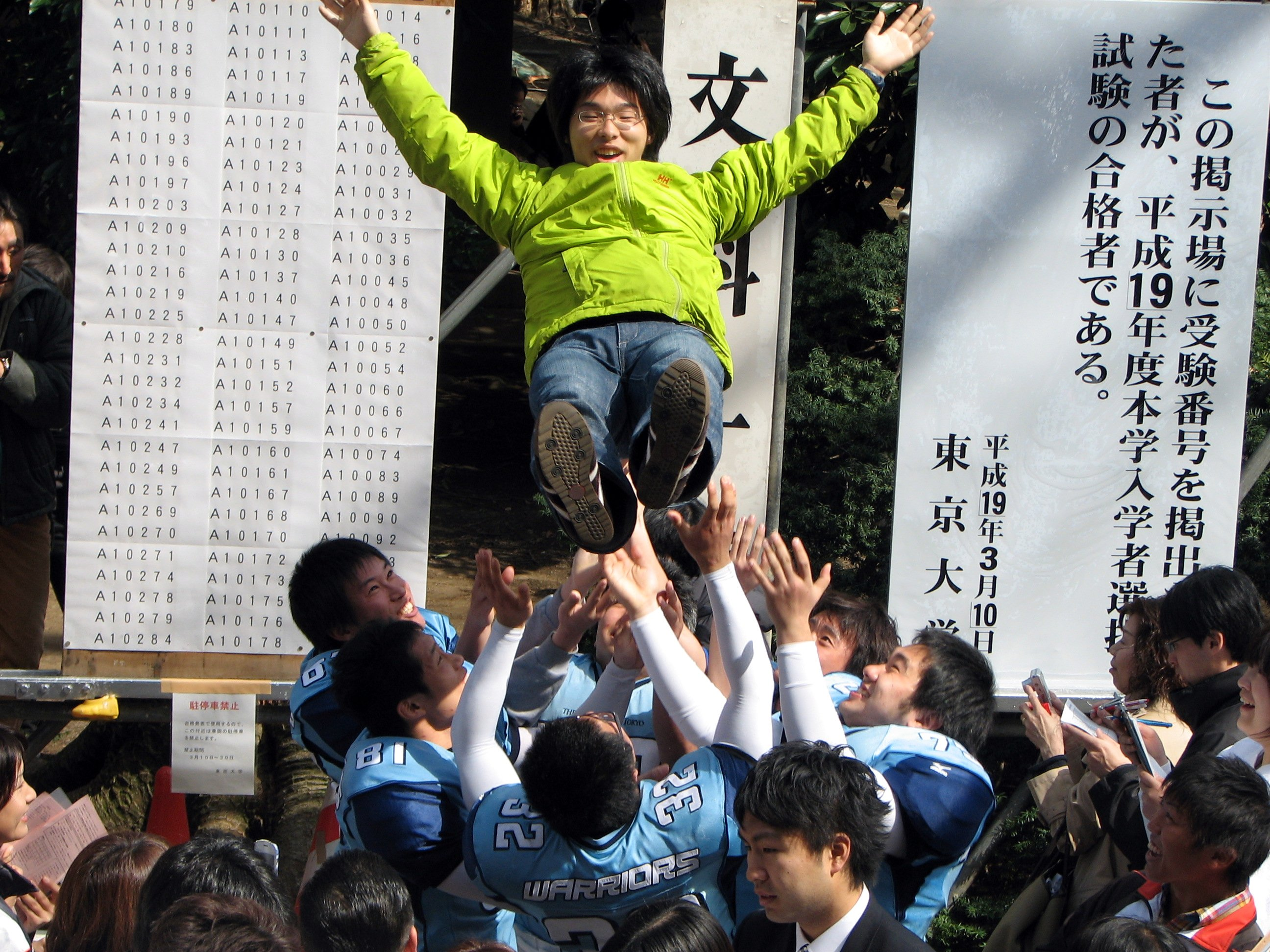
東京大学の入学試験の合格発表日、合格者の受験番号を記したパネルの前で、見事合格を果たした受験生が在校生達に祝福され、胴上げされている。ただし、安全面を考慮して2007年（平成19年）4月のこの時を最後に胴上げは禁止された。

高校・大学の入学時には、基本的に下級学校の卒業または卒業見込（学校の最高学年に在籍者の場合のみ）が前提になる。卒業していない場合は入学資格試験を受験しなければならない場合が多い。中学校の場合は中学校卒業程度認定試験（中検、中認）、高校の場合は高等学校卒業程度認定試験（高認）の合格をもって、卒業と同等とみなされる。高校・大学ではスポーツなどで優れた技能を持つものを推薦入試で採用することもある。大学、大学院。専門学校では、社会人としての経歴（職歴など）を有する人に対して社会人入試を実施する学校も増加してきている。
入学試験を受けることを予定している者、及び入学試験を受ける者を受験生という。学校の最高学年に在籍中の受験生は現役生といわれ、既に学校を卒業した受験生は過年度生といわれる。また過年度生のうち、受験で不合格になったまま卒業し、翌年の合格を目指して予備校や自宅などでもう1年の準備を続けている受験生は既卒生または浪人生と言われる。なお既卒生といえばいったん就職して社会人になって受験を目指している人も指す。
入学試験は学校単位で行われるが、かつては高校受験において学校間格差や過剰な受験競争を防止するため、複数の学校単位で入学試験を行い合格者を居住地や学力などによって振り分ける総合選抜も実施されていた。この制度は合格者が通学したい高校を自由に選べないことや、総合選抜を採用した高校の大学進学実績が大幅に低下したことなどが問題視され、実施していた全ての地区で廃止された。 
なお、入学試験の問題は、数学の問題における数式そのもの、社会科の問題における歴史的事実そのものといった場合を除き、作問した学校等に著作権が生じるとされる。それにも関わらず、2019年（平成31年）には大学入試センター試験の英語リスニングテスト問題に登場したキャラクターについて、試験終了直後からコラージュ画像や動画などが次々に無断で制作される事象が発生した。

#### 学科試験を設けない入学試験
第二次世界大戦の直前、戦中、大阪府の旧制中等学校では学力よりも戦時に応じた体力、精神力を重視した入学試験を実施していた。1940年2月24日に行われた大阪府女子師範学校（大阪教育大学の源流の一つ）の入学試験では、徒手体操、跳び箱、行進の動作、前方斜め懸垂、砂嚢をもって走る50m走、口頭試問が科目となっていた。
戦後、高校時代の学力などを評価材料とする推薦入試制度を導入する高等学校、大学も現れたが、1990年には、慶應義塾大学湘南藤沢キャンパスが面接を重視したAO入試を開始。学力試験以外の尺度で多様な学生を受け入れる制度を創設した。

#### ギャラリー

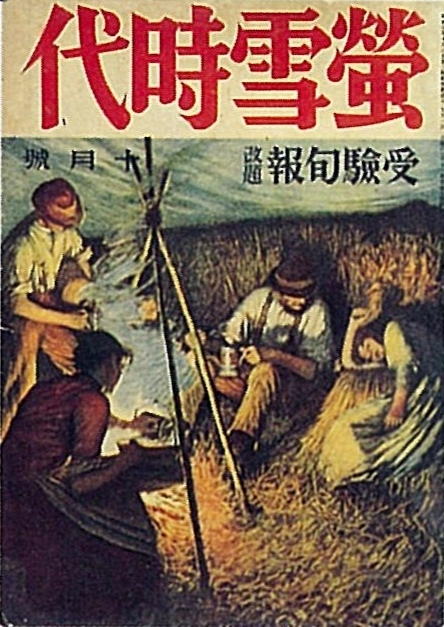
『螢雪時代』 1941年（昭和16年）10月号／『螢雪時代』は昭和初期に創刊された大学受験生向けの月刊雑誌。
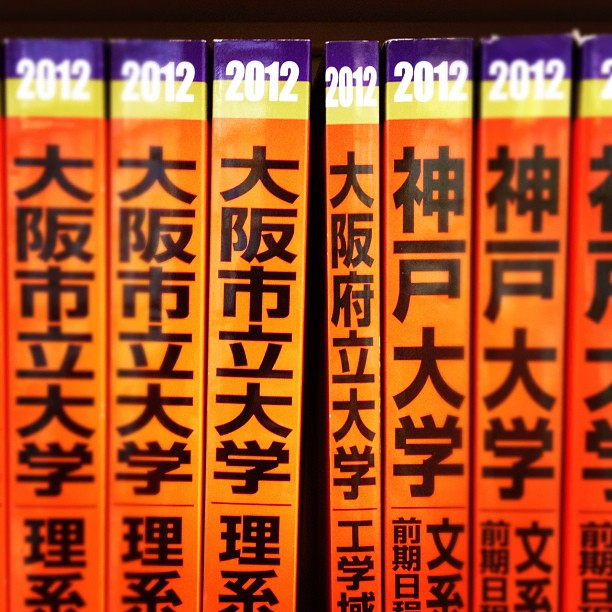
「赤本」と通称される教学社の「大学入試シリーズ」は、昭和中期に創刊された大学入試過去問題集で、日本の大学受験生の多くが利用してきた。
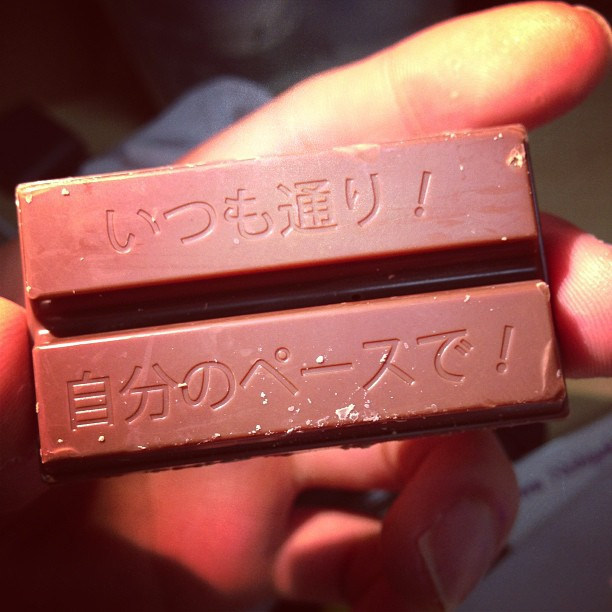
受験生向けの応援メッセージが刻み込まれたキットカット／日本ではこのような季節限定商品が「合格グッズ（入試合格祈願の縁起物）」として数多く発売される。詳しくは「合格グッズとしてのキットカット」を参照のこと。
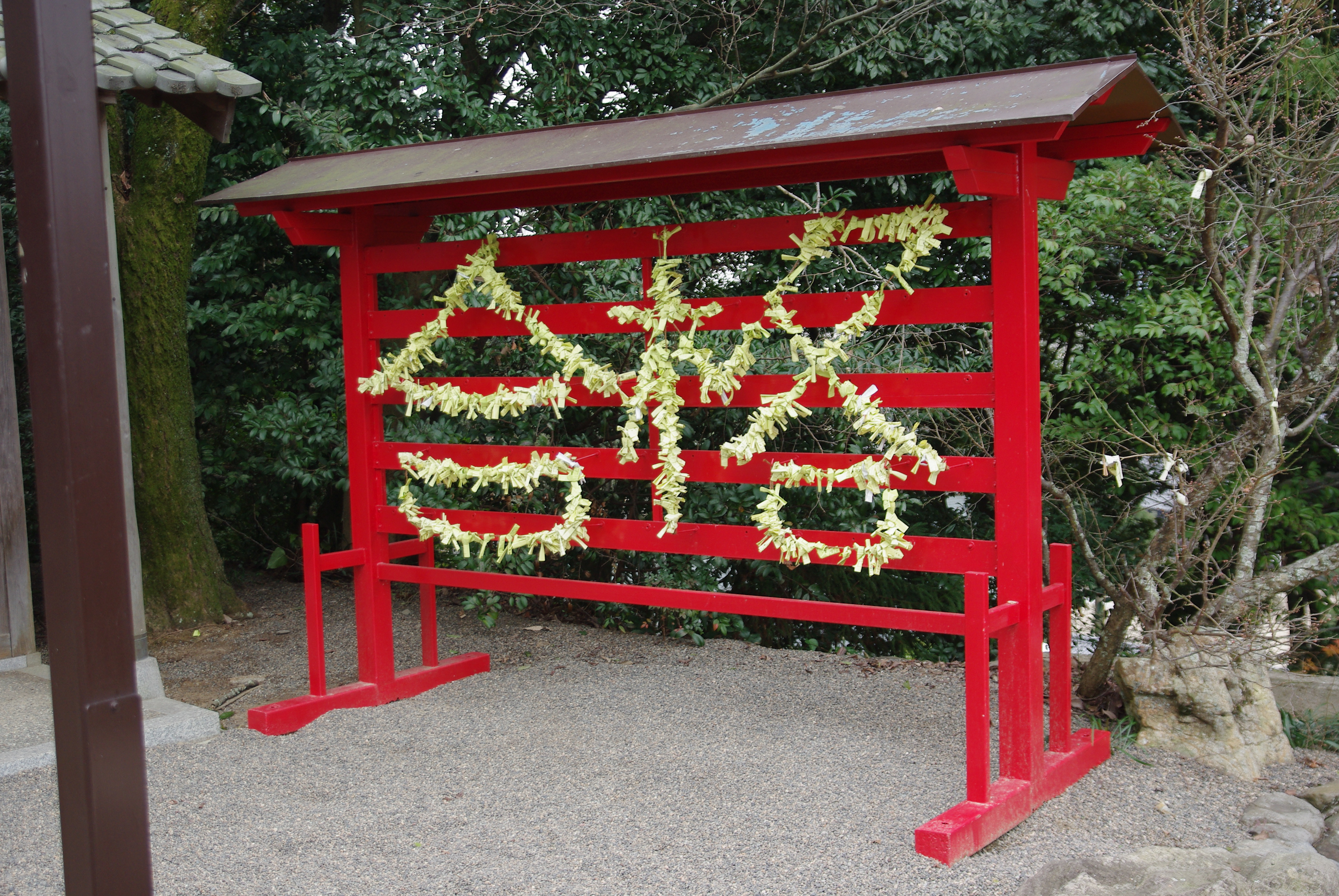
年末の吉備津神社にて、読み終わったおみくじの札を集めて「合格」の2字を象ってある光景。これ自体は広く一般的な風習というわけではないが、境内にある木の枝などにおみくじの札を結び付ける風習は日本に偏在する。

### 中学受験
中学校受験は、義務教育期間中であるため高校受験以上にはある浪人という制度はなく、後述の幼稚園や小学校の受験に近い。一方で、試験の様子は高校や大学の受験に近い。

詳しくは該当の記事を参照。

### 幼稚園受験・小学校受験
幼稚園受験と小学校受験では、中学以上の受験とはまったく様相が異なる。

詳しくは該当の記事を参照。

## 入試ミス・採点ミス
高校や大学の入学試験では、その後の予備校や外部からの指摘で問題文にミスが発覚することがよくあり、その出題ミスや採点ミスがテレビや新聞でニュースとして報道された。
- 2009年（平成21年）の兵庫県立高校の入学試験や、2013年（平成25年）の大阪府立高校の入学試験では、多数の高校において採点ミスが報道された[17][18]。

- 2001年5月、山形大学工学部は1997年度以降の5年間の入試において、実は合格していた受験生428人をセンター試験の傾斜配点集計ミスが原因で誤って不合格にしていたことが判明し、その不合格者たちを追加合格にした[19]。

- 2016年9月2日、東京女子大学（東京都杉並区）は、2016年2月3日に実施した現代教養学部の一般入試の日本史の問題で採点ミスがあり、9人を追加合格したことを発表した。

- 2018年1月6日、大阪大学は、2017年2月に実施した一般入試（前期日程）の「物理」の問題で、出題ミスと採点ミスがあったと発表した。そして、新たに採点をして合否判定をした結果、不合格とした30人が実は合格になっていたことがわかり、その30人を追加合格とした[20]。追加合格者の内訳は、理学部4人、医学部2人、歯学部1人、薬学部2人、工学部19人、基礎工学部2人であり、大阪大学はその受験生たちに対し、金銭補償をすることを明らかにした。

- 2018年2月1日、京都大学は2017年2月の一般入試で物理の問題に出題ミスがあり、受験生17人を新たに追加合格にしたと発表した[21][22]。

- 2018年4月25日、東京工業大学は、2018年3月13日に実施した第7類の後期試験で、化学を中心に思考力を問う「総合問題」で出題ミスがあり、採点をやり直した結果、4人を追加合格にしたと発表した[23]。

- 2019年1月17日、埼玉県新座市の立教新座高校が2018年2月に実施した入試で採点ミスがあり、採点し直した結果、8人を追加合格とした。その8人は既に別の高校に通っていて、立教新座高校は8人に謝罪した[24]。

- 2019年2月23日、金沢医科大学（石川県内灘町）は、2月21日に実施した2019年度の医学部一般入試後期日程と編入学試験1次試験で、英語の問題の出題ミスがあったと発表した[25]。

- 2021年5月10日、九州大学（福岡市）は、2021年3月に行われた工学部の一般選抜後期日程で採点ミスがあり、5人を追加合格にしたと発表した[26]。

- 2023年3月6日、富山大学（富山市）は、2022年2月に実施された2022年度入試の一般選抜（前期日程）の「物理」の問題で採点ミスがあり、本来は合格していた5人が不合格となっていたことが判明した[27]。富山大学はその5人を追加合格とした。

## 日本以外の入学試験
中国、韓国、シンガポールなどといったアジア東部のいくつかの国においても、共通試験や各大学の個別試験などが大学等の入学試験として課される。学歴社会である韓国では、入試に遅刻しそうな受験者をパトカーが送るなどといった光景が風物詩となっている。
ヨーロッパでは、国際バカロレア資格におけるスコアを大学等の高等教育機関の入学試験の要件として課す場合が多い。
イギリス連邦（イギリス本国を含む）では、一般教育修了上級レベル（通称：Aレベル）という全国統一学力試験の前半部分であるASレベルを大学入学の16ヶ月ほど前に通常3科目から5科目受けて、約3ヶ月後にその試験結果が発表された後に試験結果に基づいて志望大学と専攻科目を学校と相談して決める。イギリス国内では同年に最大で5つの大学しか受ける事が出来ないので、ここでの選択が非常に重要となる。大半の大学は受験生のASレベルの試験結果、中学卒業時に受けたGCSEという全国統一学力試験の結果、高校の教師陣による学力評価およびに高校卒業直前に受けるAレベル試験の大まかな結果予想、志望動機書により、受験生ごとに個別の大学合格点となるAレベルの結果を設定するか、または不合格を言い渡す。オックスフォード大学とケンブリッジ大学の場合は、ASレベルやAレベルとは別に筆記試験と口頭試問を受ける必要がある。特に口頭試問は専攻に選んだ科目の理解力と思考能力を試される純粋な学力試験で、多くの場合は受験の最大難関となる。ここ10数年間に、オックスフォードとケンブリッジ以外にもASレベルやAレベル以外の試験を必要とする大学（得に数学か医学専攻志望者の場合）が増えている。これはASレベルやAレベルの難易度がこの30年の間にかなり下がったことが大きな理由となっている。ちなみに学部入試の際にはオルガン奨学生という特殊な場合を除いて、オックスフォード大とケンブリッジ大の両校を同年に受ける事は出来ないが、大学院受験の場合にはそういった制限が存在しない。
オーストラリアでは、Year 12 (en) と呼ばれるコースを履修し、その結果受験者に与えられる Australian Tertiary Admission Rank（en、頭字語：ATAR。意訳：オーストラリア高等教育入学ランク）と呼ばれるスコアを元に大学の入学者選抜が行われる。
アメリカ合衆国では、学科試験、高校の成績と面接、各受験者の特別な才能等、大学ごとに入学者選抜が行われる。同時にアメリカ合衆国の最高水準の大学の入学許可を得るのは、受験（努力して合格する）という範疇を超えており、家柄、先天的知能、天才的才能、誰から推薦状を貰っているかなどといった、先天的部分が大きく影響する（通称：グラスシーリング〈ガラスの天井〉）ため、トップレベルの大学への入学が困難である場合が多い。

## 季語
俳句において、入学試験とは「（日本で）入学に際して2月下旬から3月上旬にかけての期間中に行われる入学選抜試験」を意味しており、春の季語（仲春の季語）である。分類は人事/行事/生活。
子季語としては、受験（入学試験〈上述の時期の入学試験〉を受けること）、受験生（受験する生徒）、受験子（じゅけんし。受験する子供）、受験期（受験する期間）、受験禍（受験によって引き起こされる禍わざわい）、受験苦（受験によって起こる苦難）、合格（入学試験に合格すること）、不合格（入学試験に不合格すること）、及第（入学試験に合格すること）、落第（入学試験に不合格すること）がある。

## 禁句
以下の言葉は、受験の失敗を連想してしまうため、受験生への禁句とされている。
- 落ちる[44]
- 滑る[44]
- つまずく[44]
- 転ぶ[44]
- 倒れる

また、「勉強頑張れ！」などの言葉も、受験生に不快感を与えてしまうため禁句とされている。